# Tongariro Alpine Crossing

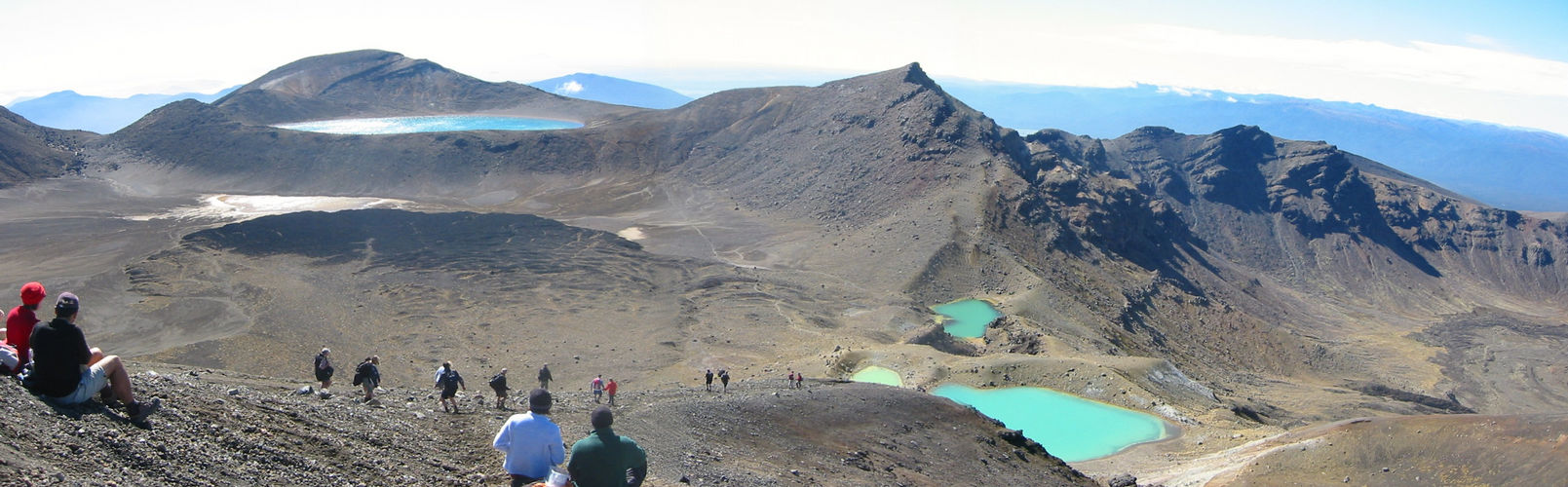
Najsłynniejsza część szlaku Tongariro Crossing ze Szmaragdowymi Jeziorkami i Błękitnym Jeziorem

Widok panoramiczny z wulkanu Ngauruhoe

Tongariro Alpine Crossing w Parku Narodowym Tongariro jest jednym z najbardziej spektakularnych szlaków turystycznych Nowej Zelandii i uważany jest za najpopularniejszy jednodniowy szlak tego kraju. 
Szlak przebiega przez tereny położone na składającym się z wielu kraterów masywie wulkanicznym Tongariro. Trasa biegnie wschodnią ścianą góry Ngauruhoe, na którą można się wspiąć odnogą głównego szlaku. W dalszej części trasa biegnie przez tzw. czerwony krater, Szmaragdowe Jeziorka i parujące Niebieskie jezioro.
Długi na 19,4 km szlak słynny jest ze swojego surowego „księżycowego krajobrazu”, osobliwych własności geologicznych, jawnej aktywności wulkanicznej i widowiskowych panoram roztaczających się wokół wulkanicznego masywu.